# Medinilla petelotii
Medinilla petelotii är en tvåhjärtbladig växtart som beskrevs av Elmer Drew Merrill. Medinilla petelotii ingår i släktet Medinilla och familjen Melastomataceae. Inga underarter finns listade i Catalogue of Life.